# Максвел (Ајова)
Максвел (енгл. Maxwell) град је у америчкој савезној држави Ајова. По попису становништва из 2010. у њему је живело 920 становника.

## Демографија
Према попису становништва из 2010. у граду је живело 920 становника, што је 113 (14,0%) становника више него 2000. године.
| Група             | 2000.       | 2010.       |
| Белци             | 797 (98,8%) | 903 (98,2%) |
| Афроамериканци    | 0 (0,0%)    | 3 (0,3%)    |
| Азијати           | 4 (0,5%)    | 4 (0,4%)    |
| Хиспаноамериканци | 2 (0,2%)    | 4 (0,4%)    |
| Укупно            | 807         | 920         |